# Bitwa o Witkową Górę

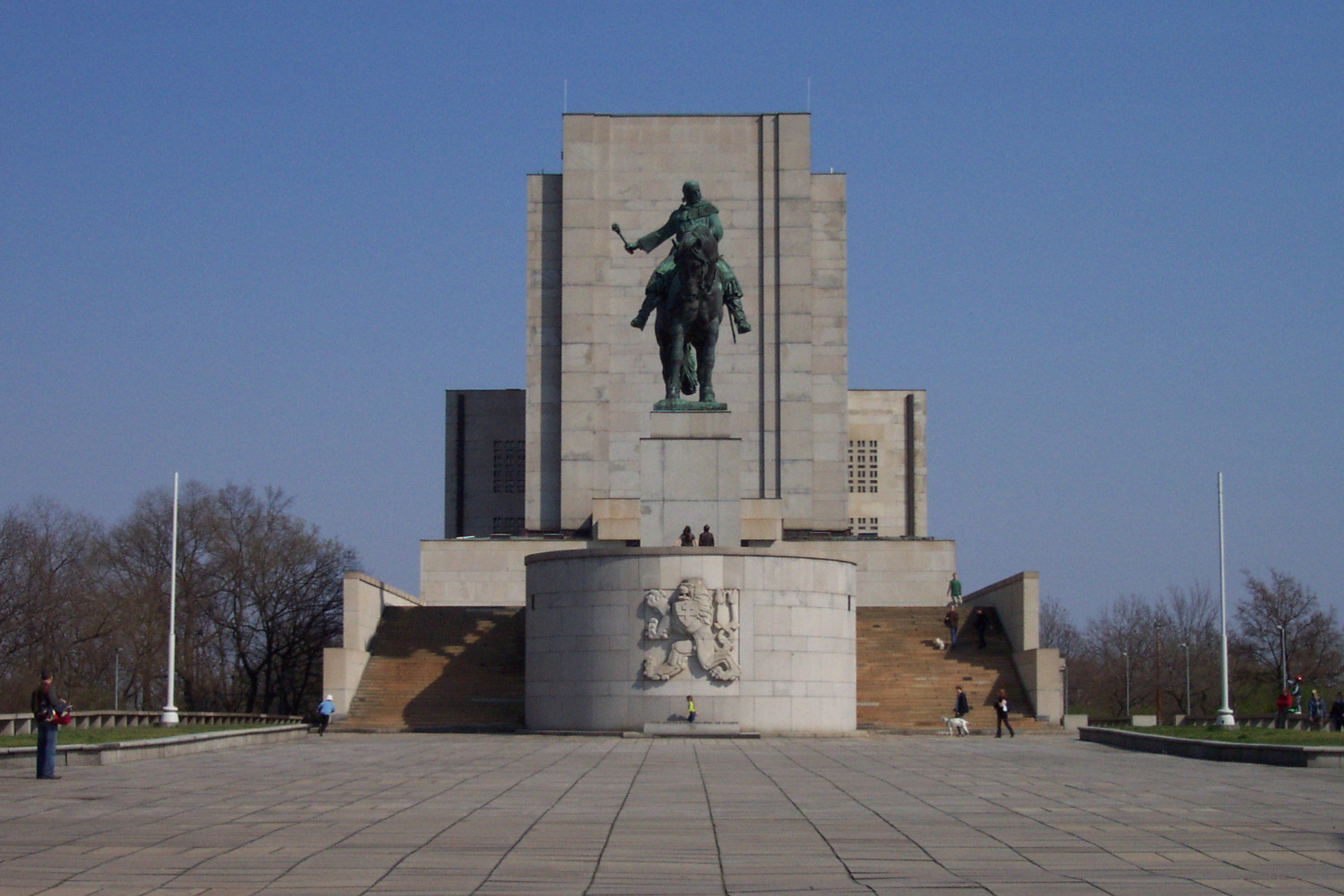
Pomnik narodowy na Vítkově

Bitwa o Witkową Górę – starcie zbrojne, które miało miejsce 14 lipca 1420 podczas I krucjaty w okresie wojen husyckich, zakończone klęską Krzyżowców.
Bitwa stoczona została przez oblegającą Pragę armię krzyżowców Zygmunta Luksemburczyka z armią husycką dowodzoną przez Jana Žižkę. Miejscem bitwy była Witkowa Góra, leżąca w pobliżu stolicy Czech (dziś już w granicach administracyjnych Pragi, w dzielnicy Žižkov), a walki toczyły się w znacznej mierze na terenie winnicy, którą założył cesarz Karol IV Luksemburski, ojciec Zygmunta Luksemburczyka.

## Wstęp
1 marca 1420 papież Marcin V ogłosił bullę, w której nakazał Zygmuntowi Luksemburczykowi i znajdującym się w sąsiedztwie Czech władcom zorganizowanie wyprawy krzyżowej przeciwko ruchowi opartemu na poglądach Jana Husa i Johna Wycliffe'a. Dwa tygodnie później, 15 marca 1420, Zygmunt Luksemburczyk nakazał stracenie Jana Krásy, przywódcy powstania we Wrocławiu w 1418. Dwa dni po wykonanym wyroku, 17 marca 1420, legat papieski Ferdinand de Palacios w tym samym Wrocławiu opublikował ogłoszoną 1 marca papieską bullę. Wydarzenia te ostatecznie przekonały utrakwistów, stanowiących umiarkowaną frakcję husytyzmu, że jakiekolwiek porozumienie z papiestwem jest niemożliwe. Postanowili więc połączyć swe siły z taborytami i wspólnie przygotować się do walki ze spodziewanym najazdem wojsk Zygmunta Luksemburczyka.
Podczas gdy armia Luksemburczyka koncentrowała się w Świdnicy, wojska taborytów zniszczyły 4 kwietnia 1420 siły katolickie w Mladé Vožici, a 7 kwietnia taboryci dowodzeni przez Mikołaja Husa zdobyli Sedlice, a następnie Písek, zamek Rábí, Strakonice i Prachatice. W końcu kwietnia armia króla niemieckiego przekroczyła czeską granicę i na początku maja zdobyła Hradec Králové. Dowodzący czeskimi przeciwnikami husytyzmu Čeněk z Vartemberka obległ 7 maja Hradčany.

## Walki o Benešov i koło Kutnej Hory
Wojska katolickie w sile 400 piechoty i rycerzy, dowodzone przez Piotra ze Sternberga próbowały bronić Benešova przed taborytami, jednak zostały rozbite, a miasto spalone. Oddziały taborytów zaatakował pod Kutną Horą Janek z Chtěnic i Pippo Spano (Filippo Scolari), jednak bez powodzenia. Wojska taborytów 22 maja 1420 wkroczyły do Pragi. Jan Žižka natomiast zniszczył kolumnę wojsk katolickich, której zadaniem była osłona zaopatrzenia idącego do Hradczan i Wyszehradu. W międzyczasie armia katolicka zdobyła Slaný, Louny i Mělník.

## Oblężenie Pragi i bitwa
12 czerwca 1420 rozpoczęło się oblężenie Pragi, bronionej przez 9000 żołnierzy. Według kronikarzy oblegająca Pragę armia katolicka liczyła 100–200 tysięcy żołnierzy. Natomiast zdaniem historyków armia ta była mniejsza, ale i tak jej liczebność oceniana na 50–100 tysięcy żołnierzy była niezwykle imponująca jak na owe czasy. Jednym z najważniejszych punktów była znajdująca się w pobliżu Pragi Witkowa Góra, a znajdujące się na niej fortyfikacje zabezpieczały drogi zaopatrzenia dla obleganych i jednocześnie utrudniały zaopatrzenie armii oblężniczej. Fortyfikacje te zbudowane były z drewna wzmocnionego kamieniem i gliną, a dodatkowym zabezpieczeniem były fosy. Na południowej części wzgórza znajdowała się wieża, północna część natomiast była zabezpieczona dzięki skalistemu stromemu podejściu. Fortyfikacje Witkowej Góry bronione być miały przez 26 mężczyzn i 3 kobiety, jednak zdaniem J. Durdika prawdopodobnie było w tych umocnieniach około 60 żołnierzy.
Dla zdobycia Pragi konieczne było opanowanie Witkowej Góry, toteż 13 lipca jazda armii katolickiej przeprawiła się przez Wełtawę i ruszyła do ataku. Następnego dnia, 14 lipca, przybyła z odsieczą husycka armia dowodzona przez Jana Žižkę i uderzyła na armię oblężniczą. Większość husyckich żołnierzy pochodzenia chłopskiego uzbrojona była w cepy bojowe i broń palną. W międzyczasie Žižka podesłał obrońcom Witkowej Góry pomoc w postaci 50 strzelców. Po ciężkiej walce zwycięstwo odniosły wojska husyckie. Armia katolicka straciła 300 rycerzy i nieznaną ilość innych rodzajów wojsk. Choć pokonana, wciąż była potężna, dlatego nie wycofała się z Czech, a jedynie do Kutnej Hory, skąd zamierzała kontynuować działania wojenne.

## Upamiętnienie bitwy
- Po bitwie Witkowa Góra na cześć wodza zwycięskiej armii husyckiej otrzymała nazwę Žižkov, i tak też nazywa się dzisiejsza dzielnica Pragi obejmująca teren dawnej bitwy.
- Bitwę o Witkową Górę upamiętniono w latach 1929–1932 wzniesieniem monumentalnego pomnika Jana Žižki.